# Encarsia japonica
Encarsia japonica är en stekelart som beskrevs av Gennaro Viggiani 1981. Encarsia japonica ingår i släktet Encarsia och familjen växtlussteklar.
Artens utbredningsområde är Taiwan. Inga underarter finns listade i Catalogue of Life.